# ミドリイワサザイ
ミドリイワサザイ(Acanthisitta chloris)は、スズメ目イワサザイ科の鳥。本種のみでミドリイワサザイ属を構成する（1属1種）。2つの亜種が知られる。英名のライフルマン（Rifleman）で呼ばれることもある。

## 分布
ニュージーランド固有種。

## 形態
全長7-9センチメートル、体重6-8グラム。

## 生態
食性は昆虫食。オスは葉やコケのある場所を、メスは木の幹をらせん状に登りながら樹皮の下に隠れた昆虫を採餌することが確認されている。
飼育下では木の枝や切株の穴などにドーム状の巣を作ることが確認されている。巣はオコジョに捕食されることがある。
繁殖期は10月から1月。基本的に一夫一妻制で、2-5個の卵を産む。

## 保全状態評価
LEAST CONCERN (IUCN Red List Ver. 3.1 (2001))